# 55 Pandora
För andra betydelser, se Pandora.
55 Pandora är en asteroid upptäckt 10 september 1858 av den amerikanske astronomen George Mary Searle i Albany. Asteroiden har fått sitt namn efter Pandora, den första kvinnan i grekisk mytologi.
Ljuskurvestuider visar att asteroiden beskriver en ellipsoid som är något tillplattad, men uppvisar inga oregelbundna strukturer i övrigt.
Pandora är även namnet på en av Saturnus månar. 